# 그랜트 피셔
그랜트 잭슨 피셔(영어: Grant Jackson Fisher, 1997년 4월 22일~)는 미국의 육상 선수로 주 종목은 장거리 달리기이다. 2024년 하계 올림픽 남자 5000m와 10000m 종목에서 동메달을 획득했으며 올림픽에서 5000m와 10000m 모두 메달을 획득한 최초의 미국 선수가 되었다.
현재 3000m, 2마일, 5000m, 10000m 북아메리카 기록을 보유하고 있다.